# Wernberg-Köblitz
Wernberg-Köblitz – gmina targowa w Niemczech, w kraju związkowym Bawaria, w rejencji Górny Palatynat, w regionie Oberpfalz-Nord, w powiecie Schwandorf. Leży w Lesie Czeskim, około 24 km na północ od Schwandorfu, nad rzeką Naab, przy autostradzie A93, A6, drodze B14 i linii kolejowej Pasawa - Berlin.